# Simon Abi Ramia
 (janvier 2016).
Si vous disposez d'ouvrages ou d'articles de référence ou si vous connaissez des sites web de qualité traitant du thème abordé ici, merci de compléter l'article en donnant les références utiles à sa vérifiabilité et en les liant à la section « Notes et références ».
Simon Abiramia né le 3 juin 1965 est une personnalité politique libanaise. Il est membre de la chambre des députés. 
Très proche du général Michel Aoun, membre du Courant patriotique libre, il est élu lors des législatives de 2009 et devient président de la commission parlementaire de la Jeunesse et des Sports.

## Biographie
Simon Abiramia est né le 3 juin 1965 à Ehmej dans le caza de Jbeil. Il est le fils de Farid Abiramia, décédé en 2003 et Nour Hardan. Il poursuivit ses études primaires et complémentaires aux écoles des « Frères Chrétiens » et ses études secondaires au Collège « Mont La Salle » jusqu’à la classe de première. Il voyagea en France en 1983 et obtient son baccalauréat- deuxième partie- section : Biologie du « Lycée Marcellin Berthelot » à Toulouse. Il est titulaire d’un Master en Gestion de l’Université Paris-I et d’un diplôme en Optométrie de « L’École Supérieure d’Optométrie » à Paris. Il deviendra plus tard Président du Conseil d’Administration de la société OKO en France. Il fut attiré par le mouvement populaire enclenché par l’action du Général Michel Aoun dès sa nomination au poste de premier ministre en 1988 et il continua de Paris le mouvement populaire après avoir quitté le Liban en 1983 à cause de son refus de l’occupation et de l’hégémonie des milices. Il fonda avec un groupe de militants croyant à l’action libératrice du Général Aoun, le Rassemblement pour le Liban. L’effort libanais en France fut réuni par ce rassemblement pour réunir les associations libanaises qui s’activent dans les différentes villes de la France. Il fut élu président de ce rassemblement en 1989. En 2005, Simon Abiramia se joignit au retour du Général Michel Aoun au Liban. En septembre 2006, il revient au Liban avec sa famille après la fin du conflit israélo-libanais. En 2009, il se présente pour les législatives du caza de Jbeil et est finalement élu le 7 juin 2009 député du caza de Jbeil. Il est encore une fois élu lors des législatives du 6 mai 2018 et reprend le présidence de la commission de la Jeunesse et des Sports. Trois mois après son élection, il est nommé président du groupe d’amitié parlementaire entre le Liban et la France.

## Vie privée
Époux de Fabienne Blineau jusqu'en mai 2017, Simon Abiramia est père de trois enfants, Lucas, Matthieu et Paul.